# Jean Bayet
Jean Alexis Bayet (* 12. November 1892 in Versailles; † 5. Dezember 1969 in Paris) war ein französischer Klassischer Philologe.
Er studierte ab 1912 an der École normale supérieure und war nach der Agrégation 1917 bis 1920 Mitglied der École française de Rome. Danach war er Gymnasiallehrer am Lycée Charlemagne und am Gymnasium in Laon. 1926 wurde er über die (teilweise etruskischen) Ursprünge des römischen Herkules promoviert. Danach lehrte er an der Faculté des Lettres in Caen und ab 1932 an der Sorbonne. Nach dem Krieg war er Generaldirektor für Erziehung und von 1952 bis 1960 Direktor der École française de Rome als Nachfolger von Albert Grenier. 1952 bis 1954 stand er in dieser Funktion der Unione internazionale degli Istituti di archeologia, storia e storia dell'arte in Rom vor.
1948 wurde er Mitglied der Académie des inscriptions et belles-lettres. Außerdem war er Mitglied der Accademia dei Lincei und der Pontificia Accademia Romana di Archeologia.
Schon als Kind hatte er Gehbeschwerden (weswegen er auch die ursprünglich geplante militärische Laufbahn nicht einschlagen konnte) und wurde in seinen letzten Jahren zunehmend bewegungsunfähig.
Seine Forschungsthemen waren insbesondere die römische Literatur und die römische Religionsgeschichte.

## Schriften (Auswahl)
- Les Origines de l’Hercule romain (= Bibliothèque des Écoles françaises d’Athènes et de Rome 132.) de Boccard, Paris 1926 (= Dissertation)
- Littérature latine. Histoire, pages choisies. Armand Colin, Paris 1934 (und spätere Auflagen)
- Histoire politique et psychologique de la religion romaine. Payot, Paris 1957